# Jónás könyve

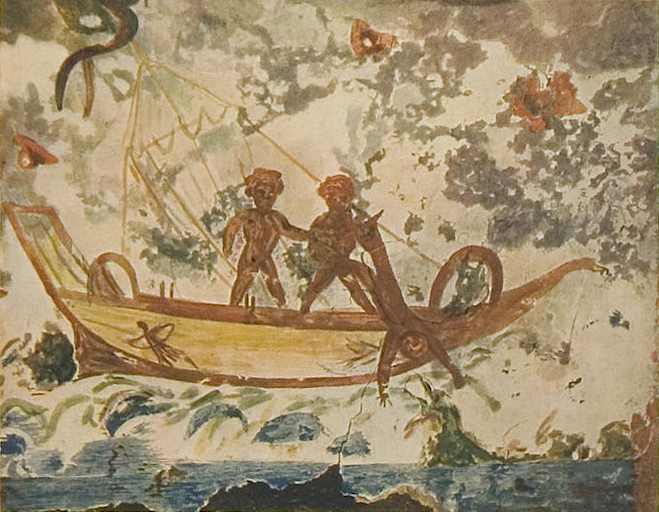
Jónást a tengerbe hajítják. A római Priscilla-katakomba ókeresztény freskója

Jónás könyve (héberül סֵפֶר יוֹנָה Széfer Jóná - Galamb) egyike a Biblia prófétai könyveinek, központi alakja mind a zsidó, mind a keresztény kánonban a kispróféták írásai közé tartozik. Az Isten elhívása elől menekülő, majd saját igaza érdekében még Istennel is perlekedő próféta története. Az egyetlen prófétai könyv, melyben nem a próféciák állnak a középpontban, hanem a próféta, Jóná ben-Amittaj (יוֹנָה בֶּן־אֲמִתַּי) magatartása. A zsidó vallásban, Isten megbocsátó kegyelmének bemutatása miatt ez a jom kippur haftárája, a kereszténységben krisztológiai jelentősége van.
Rámutat arra, hogy Isten az egész világ Ura, és az Izráelen kívüli népek sorsa és élete sem közömbös előtte.

## Szerzőség, datálás
Jónás neve előfordul a 2Királyok 14:25-ben, így a hagyomány vele azonosítja a könyv főszereplőjét, és a történetet is II. Jeroboám (Kr. e. 786-746) korába helyezi. Hogy a könyv mennyivel ezen említés előtt vagy után született, az nem dönthető el; mások a száműzetés utánra, a Kr. e. 5-4. századra keltezik.

## Tagolás
A könyv négy rövid, logikailag jól elkülönülő fejezetből áll. Számozási eltérés: a héber eredeti az 1:17-et a 2:1-nek veszi, így a héberben a 2. fejezet 10 helyett 11 versből áll.

### Cselekménye

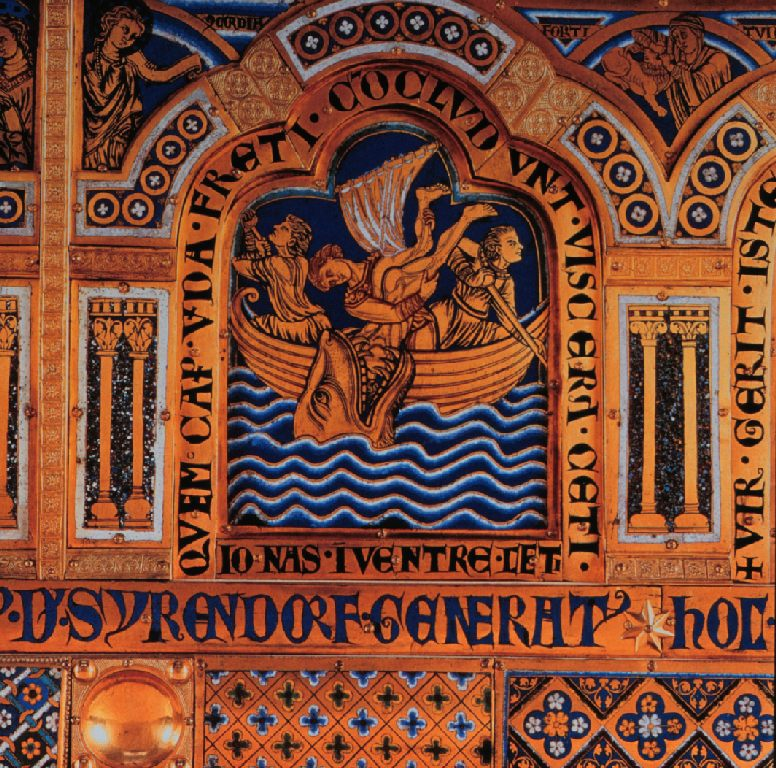
Jónást elnyeli a hal. Nicholas of Verdun klosterneuburgi (Ausztria) oltárképének részlete, mozaik

- (1. fej. Jónás engedetlensége) - Az Izraelben élő próféta azt a feladatot kapja Istentől, hogy menjen Ninivébe, Asszíria fővárosába és prófétáljon ellenük.[1] A megbízatásra a próféta különösen reagál: megpróbál elfutni előle. Lemegy Jáfóba és felszáll egy Tarsísba induló, minden bizonnyal föníciai hajóra (1-4.) A hajó elindul, ám Isten vihart bocsát rá, mire a tengerészek imádkozni kezdenek, és kezdik a tengerbe dobálni a hajón lévő eszközöket,[2] Jónás erre elbújik a fedélközben[3] és mély álomba zuhan (5.).[4] A hajósok azonban nem hagyják és sorsvetéssel akarják kideríteni a vész okát, ami természetesen Jónásra esik, aki elmond mindent és javasolja, hogy dobják a tengerbe, akkor eláll a vihar. A tengerészek ezt először visszautasítják, de mivel semmi nem segít - Istenhez való könyörgéssel -, megteszik. A vihar eláll, Jónást pedig elnyeli egy nagy hal (6-17.).
- (2. fej. Jónás imája) - „És volt Jónás a hal belsejében[5] három napot és három éjjelt” Az Isten elől való elvettetésről, majd Isten szabadításáról való megemlékezéssel zárul. Az ima végén a hal partra teszi - szó szerint kihányja (qáé) - Jónást.
- (3. fej. Jónás Ninivében) - Jónás másodszor is megbízatást kap Istentől ugyanarra, amit már nem utasít vissza, bemegy Ninivébe és ítéletet hirdet: „Még 40 nap és Ninive felfordíttatik!” (4.)[6] A város azonban böjtöt hirdet, megalázkodik és megtér („a niniveiek azonban hittek Istennek”, 5.), így az ítélet elmarad.
- (4. fej. Jónás és a tök vagy Jónás párbeszéde Istennel) - Jónás az ítélet elhalasztásán - és így a prófétai tekintélye lejáratódásán - felháborodva kivonul a városból és letelepszik, hogy lássa a fejleményeket, miközben megindokolja, miért viselkedett így (1-5.). Isten növeszt egy „tököt”, ami árnyékot ad Jónásnak (aki ennek nagyon örül), majd másnapra elszárasztja, aki ettől a hőségben - immár másodszor - meg akar halni. Isten példázata a tökről és Ninivéről (6-11.).

### Következtetés
Jónás azt kívánta, hogy Isten csak Izráelt ajándékozza meg szeretetével és kegyelmével, a pogány népek pedig bűnhődjenek érdemeik szerint. Isten egy lopótököt használt fel arra, hogy megértesse, miért könyörült meg a pogány Ninive lakosain.
A róla szóló elbeszélés miatt sok mai tudós csak mítosznak tartja a történetét, ami csak teológiai mondanivalót tartalmaz, semmi többet. Figyelembe kell venni, hogy Jézus maga is említette Jónást, mint valós személyt és összekapcsolta annak élettapasztalatát a saját missziójával.

#### Nyelvezet
Egységes, folyamatosan olvasható, viszonylag könnyű, de pergő, párbeszédes héber elbeszélő szöveg, amely nem nélkülözi az iróniát sem. Ez alól kivétel a 2. rész imája, ami a zsoltárokkal paralel, rövid, tömör, nehezebb költői szöveg.

## Érdekességek
- A hal az eredetiben csak nagy hal (דָּג גָדוֹל dág gádól). A Septuaginta a κήτος μέγα (kétosz mega) - hatalmas tengeri szörny[9] - fordítást használja, a Vulgátában már ismét piscisként (hal) szerepel. Az újszövetségi koiné a Máté 12:40-ben szintén a kétoszt, ennek vulgátabeli fordítása a cetust használja. A modern fordítások váltakoznak a hal, cet és bálna között.

- A magyarban töknek fordított szó egy ismeretlen növény, eredetiben qíqájón (קִיקָיוֹן) és itt fordul elő egyetlenegyszer. Rokonságot az akkád kukkânîtum és az egyiptomi kỉkỉ (κρότων) szavakkal mutat. A kutatók valamely gyorsan növő ricinus-fajjal hozzák kapcsolatba.
- Tarsís vagy a kis-ázsiai Tarszoszt vagy a spanyolországi partokat jelöli, Jónás heves menekülési szándéka ez utóbbit valószínűsíti. Az úgynevezett Tarsís-hajók (אֳנִיּוֹת תַּרְשִׁישׁ onijjót tarsís) a korban fogalomnak számító közlekedési eszközök voltak.
- Jónás folyamatosan menekül (miközben többször is meg akar halni), illetve folyamatos ellentétben van - az ő szemszögéből nézve pogány - ám az adott helyzetben mégis mindig helyesen cselekvő tengerészekkel (1:13-16) és niniveiekkel (3:5), akik jóval istenfélőbbnek bizonyulnak nála.

### James Bartley
A modern idők Jónásaként emlegetik. James Bartley bálnavadász 1891 februárjában megszigonyozott egy ámbráscetet a Falkland-szigetek mellett, s eközben vízbe esett, eltűnt és társai úgy vélték, hogy bizonyára a vízbe fúlt.
Két nappal később aztán rábukkantak egy kimúlt bálnára, és észrevették, hogy valami mozog benne. Felhasították a gyomrát és ott találták az eszméletlen Bartley-t.
Miután beleesett a vízbe, a nagy küzdelemben lenyelte őt a cet, de mivel a bálnák gyomrában nagy mennyiségű levegő van, így életben maradt. Tengervízzel jól lemosták, magához térítették, majd ezt követően Bartley egy jó darabig félrebeszélt, de idővel felépült és végezte tovább a munkáját. Megpróbáltatásainak egyetlen nyoma az maradt, hogy a fején és a kezein a bőr kifehéredett egyszer és mindenkorra és megráncosodott, a cethal gyomrában levő savak hatására.
Egyes mai nézetek kétségbe vonják Bartley történetének valódiságát, hogy több mint fél napon át nem lehet túlélni egy bálna gyomrában.

## Az Újszövetség és a Korán

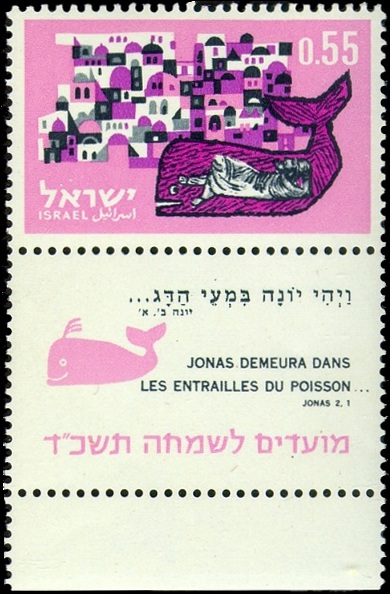
"Akkor Jónás imádkozott az Úrhoz az ő Istenéhez a hal gyomrában" (Jón 2: 1). Izraeli postabélyeg Jean David által tervezve, 1963.

Jónás két evangéliumban, három helyen szerepel (Máté 12:39-41 és 16:4, Lukács 11:29-32). Ezeken a helyeken Jézus a zsidók jelkívánására válaszul, önmagára vonatkoztatva idézi Jónás próféta jelét (τὸ σημεῖον Ἱωνᾶ τοῦ προφήτου).
- Mt 12:39 E gonosz és parázna nemzetség jelt kiván; és nem adatik jel néki, hanemha Jónás prófétának jele.  (~16:4, Lk 11:29)
- Lk 11:30 Mert miképpen Jónás jelül volt a ninivebelieknek, azonképpen lesz az Ember Fia is e nemzetségnek.
- Mt 12:40 Mert amiképpen Jónás három éjjel és három nap volt a cethal gyomrában (en té koilia tu kétusz), azonképpen az Ember Fia is három nap és három éjjel lesz a föld gyomrában.
- Mt 12:41 Ninive férfiai az ítéletkor együtt támadnak majd fel ezzel a nemzetséggel, és kárhoztatják ezt: mivelhogy ők megtértek Jónás prédikálására; és íme nagyobb van itt Jónásnál. (~ Lk 11:32)

Jónás történetét kis különbséggel a Korán is elbeszéli.

## Feldolgozásai
Magyarul leghíresebb Babits Mihály Jónás könyve (1938) és Jónás imája (1939) című költeménye. Petrovics Emil 1966-ban oratóriumot komponált  a két költeményre. Az Irodalmi Színpad 1971. október 25-én mutatta be a könyvből készült darabot. 2005. november 21-én a Nemzeti Táncszínházban is bemutatták.